# Carrer d'Avall (el Pont de Suert)
El carrer d'Avall és un carrer del Pont de Suert (Alta Ribagorça) inclòs a l'Inventari del Patrimoni Arquitectònic de Catalunya.

## Descripció
Carrer antic, costerut, que dona accés a la ribera i pont vell. Adaptat a la topografia del terreny, estava pavimentat per lloses i pedres que facilitaven l'accés del bestiar. La forma es completament irregular, formant reculades. Amb arcades i passadís per sota dels edificis que tenen una o tres plantes d'alçada i estan rematats per ràfecs o voladís de la coberta de teula àrab de tipologia medieval.

## Història
La població té el seu origen en el pont vell sobre la Noguera Ribagorçana.
El despoblat de Suert, que li dona nom, és esmentat ja el 1016. prengué importància per la seva situació en una cruïlla de camins.